# Federatie Culturele Sportvereniging Nacional
El Federatie Culturele Sportvereniging Nacional (FCS Nacional) és un club surinamès de futbol de la ciutat de Paramaribo.

## Història
El club va ser fundat el 1960 amb el nom de SV Boxel. El 2003 adoptà el nom FCS Nacional.

## Palmarès
- Lliga surinamesa de futbol: 1 
  - 2003

- Copa surinamesa de futbol: 1 
  - 2005

- Copa President de Surinam de futbol: 1 
  - 2005